# Sân bay Goto-Fukue
Sân bay Gotō-Fukue (五島福江空港 Gotō Fukue Kūkō) (IATA: FUJ, ICAO: RJFE), là một sân bay hạng 3 Nhật Bản ở thành phố Gotō, Nagasaki, ngoài khơi bờ biển phía tây của Kyūshū, Nhật Bản. Sân bay này cũng phục vụ thành phố Fukue.

## Các hãng hàng không và các tuyến điểm
- All Nippon Airways (Fukuoka) [3]